# Сопвит Шнајдер
Сопвит Шнајдер (енгл. Sopwith Schneider) је британски ловац-хидроавион који је производила фирма Сопвит (енгл. Sopwith). Први лет авиона је извршен 1914. године. 

Највећа брзина у хоризонталном лету је износила 143 km/h. Размах крила је био 7,82 метара, а дужина 6,90 метара. Био је наоружан са једним митраљезом Викерс калибра 7,7 mm.

## Наоружање
| Наоружање авиона: Сопвит Шнајдер |     |
| Ватрено (стрељачко) наоружање    |     |
| Топ                              |     |
| Митраљез                         |     |
| Број и ознака митраљеза          | 1   |
| Калибар                          | 7,7 |
| Бомбардерско наоружање (бомбе)   |     |
| Ракетно наоружање (ракете)       |     |